# Krzeszew Rządowy
Krzeszew Rządowy – część miasta Ozorkowa w województwie łódzkim, w powiecie zgierskim, do końca 1987 samodzielna wieś. Leży nad na południowym wschodzie miasta, wzdłuż ulicy Krzeszewskiej.

## Historia
Dawniej samodzielna wieś. Od 1867 w gminie Chociszew w powiecie łęczyckim. Pod koniec XIX wieku Krzeszew Rządowy liczył 174 mieszkańców. W okresie międzywojennym należał do w woj. łódzkim. W 1921 roku liczba mieszkańców wynosiła 145. 1 września 1933 utworzono gromadę Krzeszew Rządowy w granicach gminy Chociszew, składającą się ze wsi Aleksandria, Krzeszew Rządowy i Krzeszew Szlachecki oraz osady Krzeszew Szlachecki. Podczas II wojny światowej włączony do III Rzeszy.
Po wojnie Krzeszew Rządowy powrócił do powiatu łęczyckiego w woj. łódzkim jako jedna z 10 gromad gminy Chociszew. W związku z reorganizacją administracji wiejskiej jesienią 1954, Krzeszew wszedł w skład nowej gromady Emilia w powiecie łódzkim, a po jej zniesieniu 1 lipca 1968 – gromady Proboszczewice w powiecie łódzkim. 1 stycznia 1970 zniesiono także gromadę Proboszczewice, a Krzeszew włączono do nowo utworzonej gromady Słowik. W 1971 roku ludność wsi wynosiła 458.
Od 1 stycznia 1973 w nowo utworzonej gminie Ozorków w powiecie łęczyckim. W latach 1975–1987 miejscowość należała administracyjnie do województwa łódzkiego.
1 stycznia 1988 Krzeszew Rządowy (194,47 ha) włączono do Ozorkowa.